# NGC 1394
NGC 1394 est une vaste galaxie lenticulaire située dans la constellation de l'Éridan. NGC 1394 a été découverte par l'astronome américain Francis Leavenworth en 1886.

## Caractéristiques
Sa vitesse par rapport au fond diffus cosmologique est de 4 119 ± 18 km/s, ce qui correspond à une distance de Hubble de 60,8 ± 4,3 Mpc (∼198 millions d'al).